# Rupert Grint
Rupert Alexander Lloyd Grint (ur. 24 sierpnia 1988 w Stevenage) – brytyjski aktor filmowy; występował w roli Rona Weasleya w serii filmowej Harry Potter.

## Życiorys
Rupert jest najstarszym z pięciorga rodzeństwa (ma brata Jamesa i trzy siostry: Georginę, Samanthę i Charlottę). Jego ojciec, Nigel, sprzedaje pamiątki po samochodach wyścigowych, a matka, Jo, zajmuje się domem. Rupert uczęszczał do męskiej szkoły podstawowej. To właśnie tam związał się z kółkiem dramatycznym i miał okazję pojawić się między innymi w roli gangstera Roostera w przedstawieniu pt. „Annie” oraz Titeliturego w „Baśniach Braci Grimm”. Młody aktor zagrał także w „Piotrusiu Panie”.
W 2011 wystąpił w teledysku do piosenki „Lego House” Eda Sheerana.
W 2020 urodziła mu się córka, Wednesday G. Grint, w 2025 przyszło na świat drugie dziecko aktora, Goldie G. Grint.

## Filmografia
| Rok  | Film                                      | Rola              |
| ---- | ----------------------------------------- | ----------------- |
| 2001 | Harry Potter i Kamień Filozoficzny        | Ron Weasley       |
| 2002 | Harry Potter i Komnata Tajemnic           | Ron Weasley       |
| 2002 | Marzenia do spełnienia                    | Alan A. Allen     |
| 2004 | Harry Potter i więzień Azkabanu           | Ron Weasley       |
| 2005 | Harry Potter i Czara Ognia                | Ron Weasley       |
| 2007 | Harry Potter i Zakon Feniksa              | Ron Weasley       |
| 2006 | Nauka jazdy                               | Ben               |
| 2006 | The Children’s Party at the Palace        | Ron Weasley       |
| 2009 | Harry Potter i Książę Półkrwi             | Ron Weasley       |
| 2009 | Wybuchowy weekend                         | Malachy           |
| 2009 | Dziki cel                                 | Tony              |
| 2010 | Harry Potter i Insygnia Śmierci: Część I  | Ron Weasley       |
| 2011 | Harry Potter i Insygnia Śmierci: Część II | Ron Weasley       |
| 2012 | Śniegi wojny                              | Robert Smith      |
| 2013 | Charlie musi umrzeć                       | Carl              |
| 2013 | CBGB                                      | Cheetah Chrome    |
| 2017 | Przekręt                                  | Charlie Cavendish |